# Haplolepis polyadelpha
Haplolepis polyadelpha är en svampart som beskrevs av Syd. 1925. Haplolepis polyadelpha ingår i släktet Haplolepis, divisionen sporsäcksvampar och riket svampar.   Inga underarter finns listade i Catalogue of Life.